# بوف شاخدار کوچک
بوف شاخدار کوچک (نام علمی: Bubo magellanicus) نام یک گونه از سرده بوف‌ها است.